# Desvalorização do real em 1999
A crise da desvalorização do real em 1999, ou efeito samba, foi um forte movimento de queda do Real que ocorreu no Brasil em janeiro de 1999, quando o Banco Central abandonou o regime de Bandas Cambiais, passando a operar em regime de câmbio flutuante.

## Origens
A crise do real e a desvalorização cambial de janeiro de 1999 estão associados diretamente a problemas estruturais do Plano de combate à inflação implementado no Brasil. O Plano Real foi bem sucedido em controlar a inflação ainda em 1994. Entretanto, a implementação de políticas econômicas deflacionistas (juros elevados, baixo investimento estatal), associadas a um câmbio semi-fixo sobrevalorizado, gerou, ao longo dos anos, um grave acúmulo de problemas econômicos estruturais.
A "abertura" indiscriminada da economia, associada à sobrevalorização do real frente ao dólar e outras moedas consideradas "fortes" (Yen, Euro), tiveram consequências negativas como o crescimento dos déficits comerciais e enfraquecimento da indústria nacional. Os setores importadores da economia foram fortalecidos diante da facilidade de importação de produtos em dólar, em detrimento dos setores exportadores, cujos produtos ficavam mais caros e as vendas no exterior caíram.
"Como decorrência, na etapa seguinte, surgem e avolumam-se saldos negativos na Balança Comercial (exportação/importação de mercadorias) e na conta de Transações Correntes (soma da Balança Comercial, da Balança de Serviços e das Transferências Unilaterais), colocando esses países numa situação de vulnerabilidade e dependência com relação ao fluxo de capitais estrangeiros". (FILGUEIRAS, 2006, p. 2)
Na prática, o Brasil acabou sendo vitimado pelas menores taxas de crescimento do PIB das últimas décadas, associado a um processo de "desindustrialização".
Gustavo Franco, que ocupou a diretoria da área externa do Banco Central do início da implementação do Plano Real, sob comando de Fernando Henrique Cardoso no Ministério da Fazenda, e assumiu a presidência do Banco Central com a saída de Gustavo Loyola foi o maior dos defensores  da política cambial que mantinha o real fortemente valorizado frente ao dólar. Os juros elevados tinham uma dupla função neste modelo de estabilização econômica. Primeiramente ajudavam a manter o fluxo "artificial" de capitais estrangeiros para o país, necessários para equilibrar o déficit na conta corrente da balança de pagamentos. Também ajudavam a controlar o consumo, reduzindo o potencial aparecimento da chamada inflação de consumo. Entretanto, a redução no consumo favorecia ainda o endividamento privado e o crescimento do desemprego.
Para manter este sistema funcionando por mais tempo foi necessário injetar algumas dezenas de bilhões de dólares na manutenção do câmbio semi-fixo e das altas taxas de juros. Parte destes recursos vieram do aumento da dívida externa, que no período 1994-2000 saltou de US$ 120 bilhões para US$ 250 bilhões. Outra parte veio dos processos de privatização das empresas estatais, que resultou na desnacionalização de empresas e serviços. Muitos economistas criticavam a manutenção de um câmbio valorizado por tanto tempo, já que a estabilização da inflação havia sido alcançada já em 1995.
Por fim, mesmo com o cortes de despesas públicas e o aumento da carga tributária, que possibilitaram superávits primários, a dívida externa e a dívida pública continuaram a crescer.
A Crise asiática de 1997, seguida da Crise russa de 1998 apenas aceleram as tendências, já que provocaram uma brusca queda no preço das commodities exportadas pelo Brasil e reduziram o crédito externo, dificultando a captação de dólares no exterior. Isto inviabilizou a manutenção de um câmbio sobrevalorizado como era o brasileiro até então. Os recursos obtidos internamente, com as privatizações, não eram mais suficientes e os juros elevados além de inviabilizar o crescimento interno, não atraíam mais capitais internacionais. O choque de preços no exterior fez esse desequilíbrio se tornar ainda maior. Após as eleições de 1998, o governo brasileiro iniciou os preparativos para a desvalorização da moeda doméstica, que ocorreria na segunda quinzena de janeiro de 1999.

## Desvalorização
No dia 13 de janeiro de 1999, o presidente do Banco Central, Gustavo Franco, pede demissão, sendo substituído por Francisco Lopes. Este anuncia a criação de uma nova modalidade de controle cambial, denominada "banda diagonal endógena", bem alteração do piso e do teto do câmbio, que eram de R$ 1,12 e R$ 1,22 para R$ 1,20 e R$ 1,32, respectivamente. A expectativa do governo era que a alteração do teto da banda cambial permitisse que a saída de dólares, que havia chegado ao valor de US$ 1 bilhão cessasse. Na pratica, a alteração do piso e do teto da banda cambial significava uma desvalorização de 8,26% do Real, desvalorização esta que o governo julgava suficiente para cessar a saída de dólares do país e suficiente para evitar uma maior redução das reservas do país. No entanto, no mesmo dia o dólar atingiu o teto da banda, obrigando o governo a vender dólares para manter dentro do teto da banda. No dia seguinte, a situação se repete. Nestes dois dias, saíram US$ 2,8 Bilhões.
No dia 15 de janeiro de 1999, as reservas internacionais estavam muito baixas, em US$ 32 Bilhões. O Banco Central, vendo que a fuga de dólares não cessou, temendo uma redução maior das reservas, decide deixar de intervir no câmbio, permitindo a flutuação do câmbio. Com isto, o Real desvaloriza-se rapidamente, atingindo R$1,9824 em 28 de janeiro, bem como atinge um pico de R$ 2,1647 em 3 de março de 1999. Após isto, devido ao forte aumento de juros (que até março de 1999 estava entre um piso de 25% e um teto de 41% para uma taxa única de 45%) fez com que houvesse uma forte queda da cotação, chegando a um mínimo de R$ 1,6575 em 14 de abril de 1999. Após isto, houve uma forte redução dos juros, que atingiram 19% em dezembro de 1999. A cotação do dólar permaneceu oscilando entre R$1,73 e R$1,98 em 1999 e 2000, terminando o ano de 1999 com a cotação de R$ 1,789 e o ano de 2000 em R$ 1,956.
Em 2 de fevereiro de 1999, o Ministro Malan demite Francisco Lopes e o substitui pelo economista Arminio Fraga, que então trabalhava para George Soros, em Nova York. Considerado por alguns como a "raposa que vai tomar conta do galinheiro", torna-se respeitado após conseguir estabilizar o câmbio no patamar de R$1,80, embora a um custo elevado para o país.

## Principais consequências
Foram muitas as consequências da desvalorização do Real em 1999, algumas positivas outras negativas. A primeira consequência positiva foi o fim do incessante escoamento de dólares das contas externas brasileiras, gastos para manter o real sobrevalorizado. Associado a isto, o Brasil teve uma redução do déficit na balança de pagamentos e o crescimento da dívida pública foi controlado. Entretanto, a carga tributária cresceu entre 1999 e 2002, passando da faixa de 25% para 37%.
Dentre as consequências políticas, destaca-se o início da crise política do governo Fernando Henrique Cardoso que sustentava o discurso da estabilidade econômica na estabilidade do Real.
Houve uma série de consequências econômicas, como o aumento da inflação (o IGP-M passou de 1,79% em 1998 para 20,10% em 1999), a redução do deficit da balança comercial (de US$ 6,5 bilhões em 1998 para US$ 1,2 bilhão em 1999 e US$ 0,7 bilhão em 2000). Além disto, houve uma redução dos juros, de 41% ao ano em janeiro de 1999 para 19% em dezembro de 1999.
No curto prazo, as empresas brasileiras que adquiriram empréstimos em dólar no exterior perderam mais, pois viram suas dívidas crescerem rapidamente em reais. Os setores importadores da economia também perderam, pois passaram a ter que lidar com preços mais elevados e a redução do consumo de produtos importados, geralmente substituídos por similares mais baratos produzidos no país. Além disto, a inflação, cujo patamar era de 1.78% em 1998, saltou para mais de 20% em 1999.
Entretanto, a desvalorização aumentou as receitas para a maior parte dos setores produtivos e exportadores do Brasil, tanto na agricultura, pecuária e extrativismo como nos setores industriais. Além de facilitar as exportações, a redução das importações ajudou a reaquecer a indústria nacional. Assim, diferentemente de outras crises dos anos 1990, a desvalorização do Real em 1999 acabou se mostrando, no prazo de alguns anos, positiva para a economia brasileira.
Mas o reaquecimento foi muito mais rápido do que o esperado. O elevado crescimento do PIB em 2000-2001 (em relação ao baixo crescimento do PIB nos anos 1990), conjugado com a estiagem de 2000-2001 e os efeitos de uma década de baixos investimentos na infraestrutura energética, levaram ao esgotamento da capacidade energética do Brasil, levando à necessidade de racionamento de eletricidade, em episódio que ficou conhecido como o Apagão elétrico de 2001.
Outra consequência foi o aumento da tensão entre Brasil e Argentina. Até 1999 os dois países mantinham paridade cambial com o dólar. O Brasil paridade semi-fixa e a Argentina, além da paridade fixa, implementou a dolarização da economia interna (circulação de dólar como moeda corrente). Quando o Brasil desvaloriza o câmbio, passa a ter um grande superávit no comércio com a Argentina.
Este processo, ao longo do período 1999-2000 agravou a situação das contas externas argentinas, e acelerou a pressão pela desvalorização cambial e a desdolarização da economia argentina. As opções discutidas na Argentina, à época, eram basicamente: desvalorizar o câmbio ou deixar o Mercosul. A crise econômica global de 2000-2001, marcada pela falência da Enron e a crise na bolsa de valores da Nasdaq nos EUA, agravou a situação da Argentina, que foi obrigada a desvalorizar o câmbio em 2001. A Crise econômica da Argentina foi considerada por muitos analistas um teste de fogo para o Mercosul.